# 土佐っぽ カツオ船
「土佐っぽ カツオ船」（とさっぽ カツオぶね）は、2015年1月7日に発売された中西りえの4枚目のシングル。

## 批評
CDジャーナルは、「土佐のカツオ漁師の生きざまを描いた海の男唄。一本釣りでたくましく勝負する漁師の心意気が伝わる気合い十分のコブシが聴きどころ。」と批評した。

## 収録曲
- 両楽曲共に、作詞：松野勇氣、作曲：岡千秋、編曲：南郷達也

1. 土佐っぽ カツオ船（4分45秒）
2. 振られ上手（4分34秒）
3. 土佐っぽ カツオ船（オリジナル・カラオケ）
4. 振られ上手（オリジナル・カラオケ）
5. 土佐っぽ カツオ船（男性用カラオケ）
6. 振られ上手（一般用カラオケ）